# 진천군의 국회의원

## 행정구역 변천
- 1945년 8월 15일 충청북도 진천군
- 2000년 1월 1일 만승면을 광혜원면으로 개칭

## 진천군의 역대 국회의원 일람
| 대수         | 이름           | 소속정당     | 임기                             | 선거구역                             | 개표결과 |
| ------------ | -------------- | ------------ | -------------------------------- | ------------------------------------ | -------- |
| 제1대        | 송필만(宋必滿) | 한국민주당   | 1948년 5월 31일~1950년 5월 30일  | 진천군 일원                          | 보기     |
| 제2대        | 이충환(李忠煥) | 무소속       | 1950년 5월 31일~1954년 5월 30일  | 진천군 일원                          |          |
| 제3대        | 이충환(李忠煥) | 자유당       | 1954년 5월 31일~1958년 5월 30일  | 진천군 일원                          |          |
| 제4대        | 정운갑(鄭雲甲) | 자유당       | 1958년 5월 31일~1960년 7월 28일  | 진천군 일원                          |          |
| 제5대 민의원 | 이충환(李忠煥) | 민주당       | 1960년 7월 29일~1961년 5월 16일  | 진천군 일원                          |          |
| 제6대        | 이충환(李忠煥) | 민정당       | 1963년 12월 17일~1967년 6월 30일 | 진천군·음성군 일원                   |          |
| 제7대        | 오원선(吳元善) | 민주공화당   | 1967년 7월 1일~1971년 6월 30일   | 진천군·음성군 일원                   |          |
| 제8대        | 이정석(李丁錫) | 민주공화당   | 1971년 7월 1일~1972년 10월 17일  | 진천군·음성군 일원(제7선거구)        |          |
| 제9대        | 이충환(李忠煥) | 신민당       | 1973년 3월 12일~1979년 3월 11일  | 진천군·괴산군·음성군 일원(제4선거구) |          |
| 제9대        | 김원태(金元泰) | 민주공화당   | 1973년 3월 12일~1979년 3월 11일  | 진천군·괴산군·음성군 일원(제4선거구) |          |
| 제10대       | 오용운(吳龍雲) | 민주공화당   | 1979년 3월 12일~1980년 10월 27일 | 진천군·괴산군·음성군 일원(제4선거구) |          |
| 제10대       | 이충환(李忠煥) | 신민당       | 1979년 3월 12일~1980년 10월 27일 | 진천군·괴산군·음성군 일원(제4선거구) |          |
| 제11대       | 안갑준(安甲濬) | 민주정의당   | 1981년 4월 11일~1985년 4월 10일  | 진천군·괴산군·음성군 일원(제4선거구) |          |
| 제11대       | 김완태(金完泰) | 한국국민당   | 1981년 4월 11일~1985년 4월 10일  | 진천군·괴산군·음성군 일원(제4선거구) |          |
| 제12대       | 김종호(金宗鎬) | 민주정의당   | 1985년 4월 11일~1988년 5월 29일  | 진천군·괴산군·음성군 일원(제4선거구) |          |
| 제12대       | 김완태(金完泰) | 한국국민당   | 1985년 4월 11일~1988년 5월 29일  | 진천군·괴산군·음성군 일원(제4선거구) |          |
| 제13대       | 김완태(金完泰) | 민주정의당   | 1988년 5월 30일~1990년 1월 13일  | 진천군·음성군 일원                   |          |
| 제13대       | 허탁(許沰)     | 무소속       | 1990년 4월 5일~1992년 5월 29일   | 진천군·음성군 일원                   |          |
| 제14대       | 민태구(閔泰求) | 민주자유당   | 1992년 5월 30일~1996년 5월 29일  | 진천군·음성군 일원                   |          |
| 제15대       | 정우택(鄭宇澤) | 자유민주연합 | 1996년 5월 30일~2000년 5월 29일  | 진천군·음성군 일원                   |          |
| 제16대       | 정우택(鄭宇澤) | 자유민주연합 | 2000년 5월 30일~2004년 5월 29일  | 진천군·괴산군·음성군 일원            |          |
| 제17대       | 김종률(金鍾律) | 열린우리당   | 2004년 5월 30일~2008년 5월 29일  | 증평군·진천군·괴산군·음성군 일원     |          |
| 제18대       | 김종률(金鍾律) | 통합민주당   | 2008년 5월 30일~2009년 9월 24일  | 증평군·진천군·괴산군·음성군 일원     |          |
| 제18대       | 정범구(鄭範九) | 민주당       | 2009년 10월 29일~2012년 5월 29일 | 증평군·진천군·괴산군·음성군 일원     |          |
| 제19대       | 경대수(慶大秀) | 새누리당     | 2012년 5월 30일~2016년 5월 29일  | 증평군·진천군·괴산군·음성군 일원     |          |
| 제20대       | 경대수(慶大秀) | 새누리당     | 2016년 5월 30일~2020년 5월 29일  | 증평군·진천군·음성군 일원            |          |
| 제21대       | 임호선(林昊宣) | 더불어민주당 | 2020년 5월 30일~2024년 5월 29일  | 증평군·진천군·음성군 일원            |          |
| 제22대       | 임호선(林昊宣) | 더불어민주당 | 2024년 5월 30일~                 | 증평군·진천군·음성군 일원            |          |

## 같이 보기
- 괴산군의 국회의원
- 음성군의 국회의원
- 증평군의 국회의원
- 진천군·음성군
- 진천군·괴산군·음성군
- 증평군·진천군·괴산군·음성군
- 증평군·진천군·음성군